# Антс Кальюранд
Антс Кальюранд (ест. Ants Kaljurand, 20 жовтня 1917, с. Нимме, тепер у складі м. Таллінн, Естонія  — 13 березня 1951, м. Таллінн) — партизан естонського руху опору проти СРСР.

## Життєпис
Народився 20 жовтня 1917 року в селі Номме, яке зараз є частиною Таллінна. Дитинство провів у селі Теесу, поблизу Підули на острові Сааремаа. Закінчив початкову школу в Підулі. 
В 1935 році переїхав до волості Ляенеранна повіту Пярнумаа щоб працювати на фермі. У 1938 році служив у Збройних силах Естонії. 
Влітку 1941 року приєднався до Лісових братів та брав участь у нападах на радянські окупаційні війська у повітах Ляенемаа і Пярнумаа. 
Протягом німецької окупації Естонії служив у парамілітарній організації Омакайтсе, воював проти радянських військ. У 1944 був заарештований та утримувався на острові Сааремаа, але у грудні цього ж року зумів втекти та знову приєднався до Лісових братів. Займав посаду місцевого командира у «Лізі збройного опору» (ест. RVL (Relvastatud Võitluse Liit), яку заснував Ендель Редліх в місцевості Соонтаґа.
24 червня 1949 Антс Кальюранд і двоє членів його загону були виявлені сплячими в лісі біля села Вийтра. Під час перестрілки Олександр Валтер і Арвед Пілл були важко поранені, Антс зазнав поранення багнетом і потрапив у полон.
Антс Кальюранд та його побратими Арвед Пілл і Юхан Метсаар були засуджені до смертної кари, яку привели у виконання 13 березня 1951 року.

## Вшанування пам'яті
10 липня 2011 року у волості Коонґа (волость) (повіт Пярнумаа) біля церкви Св. Михаїла встановлено пам'ятник Антсу Кальюранду за ініціативи місцевого відділення організації Кайтселійт.